# 向欣然
向欣然（1940年—2021年2月22日），男，浙江镇海人，中国建筑师，曾任黄鹤楼重建工程总设计师，第七届全国人大代表。